# Martin Beck
Martin Beck er den fiktive hovedperson i de 10 kriminalromaner, som Maj Sjöwall og Per Wahlöö udgav i årene 1965-1975 i serien Roman om en forbrydelse.
I de første bøger er Martin Beck kriminalassistent og de i senere kriminalkommissær, som i Sverige er den højest opnåelige stilling for politipersonale, da højere stillinger forudsætter juridisk embedseksamen.
I serien sidste bog Terrorister får Martin Beck nærmest uindskrænket magt og beføjelser, da han betroes opgaven at stå for beskyttelsen af en kontroversiel amerikansk senator under et besøg i Stockholm.
Becks nærmeste kolleger er Lennart Kollberg, Gunvald Larsson, Einar Rønn, Frederik Melander og Benny Skacke.
I indspilningerne af tv-serien Beck (1997 – 2007) spilles han af skuespilleren Peter Haber. TV-serien bygger kun meget løst på bøgerne og foregår da også i 90'erne modsat bøgerne.